# Общины Швейцарии

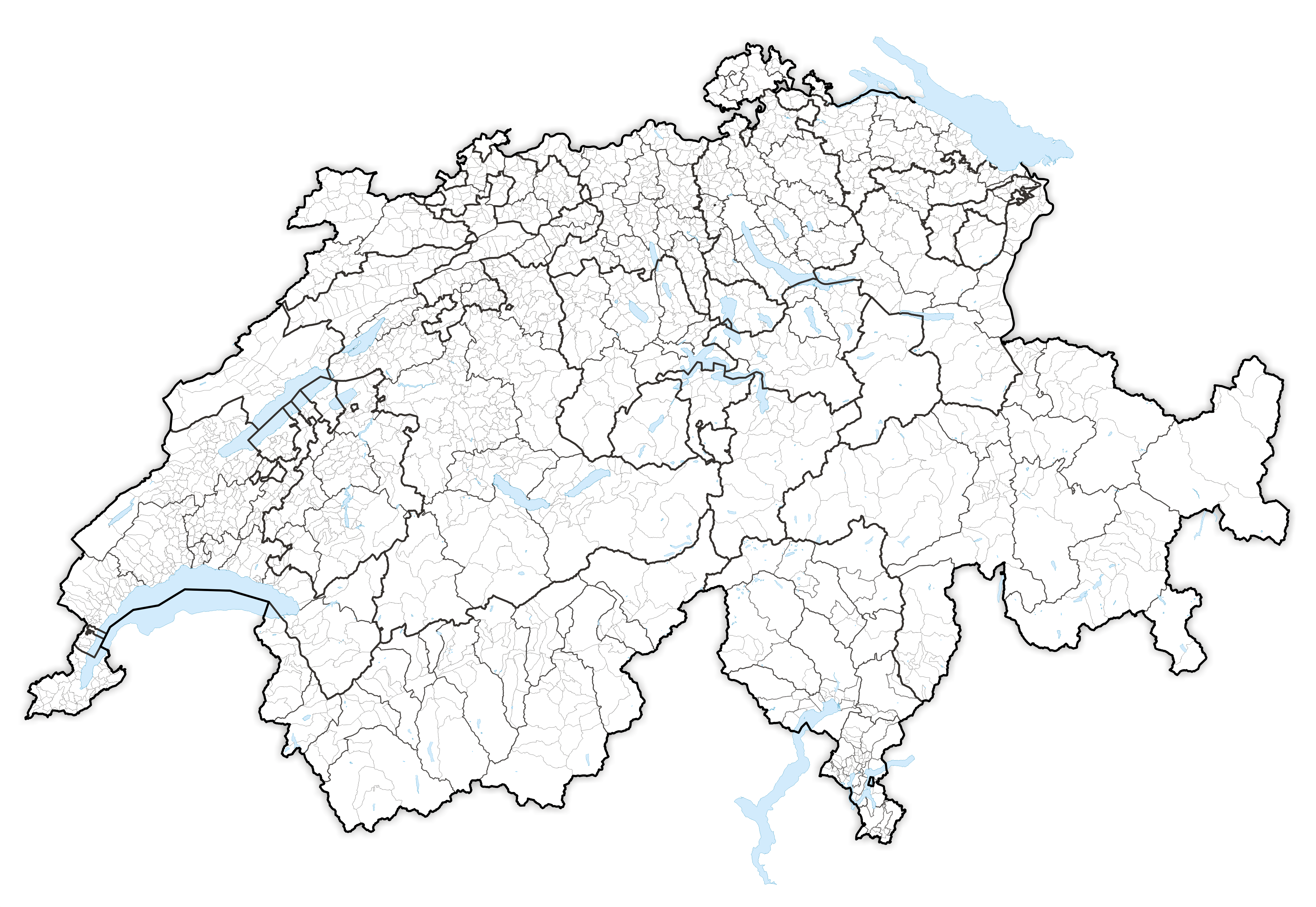
Округа и коммуны Швейцарии (2025)

Община, коммуна (фр. commune, нем. Gemeinde, итал. comune) — административная единица Швейцарии, являющаяся составной частью кантона. По состоянию на 2021 год в Швейцарии насчитывается 2172 общины.
Каждый гражданин Швейцарии является в первую очередь гражданином своей общины, затем гражданином своего кантона, и только затем — гражданином Швейцарской Конфедерации. Соответствующим образом построена и система налогообложения Швейцарии — каждый гражданин платит 3 разных подоходных налога: один в бюджет Конфедерации, второй в бюджет кантона, а третий — в свою коммуну; соответственно, налоги двух граждан, проживающих в соседних домах и имеющих одинаковый доход, могут значительно различаться в силу проживания в разных общинах.
Крупнейшие общины Швейцарии — это общины городов Цюрих, Женева, Базель, Берн, Лозанна и Винтертур, насчитывающие более 100 тыс. жителей каждая; Санкт-Галлен, Лугано, Биль и Люцерн — более 50 тыс. в каждой. 129 коммун, где проживает более 10 тыс. человек имеют статус городов. Наименее населенной коммуной по состоянию на 2019 год являлась Кориппо (итал. Corippo) в кантоне Тичино, насчитывавшая лишь 9 жителей.
В больших коммунах существует коммунальный парламент и коммунальное правительство (их названия меняются в зависимости от региона). В свою очередь роль парламента в меньших коммунах может играть собрание всех граждан, имеющих право голоса, а роль правительства специально нанятый управленец (иногда работающий неполный рабочий день или на общественных началах).